# Vincenzo Bichi
Vincenzo Bichi (né le 2 février 1668 à Sienne, alors dans le grand-duché de Toscane et mort le 11 février 1750 à Rome) est un cardinal italien du XVIIIe siècle. 
Il est un neveu du cardinal Carlo Bichi (1690). D'autres cardinaux de sa famille sont Metello Bichi (1611), Alessandro Bichi (1633) et Antonio Bichi (1657).

## Biographie
Vincenzo Bichi est nommé archevêque titulaire de Laodicée (de) en 1702 et envoyé comme nonce apostolique en Suisse en 1703 puis au Portugal (en) de 1709 à 1720. 
Le pape Clément XII le crée cardinal lors du consistoire du 24 septembre 1731. 
Le cardinal Bichi est camerlingue du Sacré Collège en 1739. Il participe au conclave de 1740, lors duquel Benoît XIV est élu pape.

### Sources
- Fiche du cardinal sur le site de la FIU